# سو يونا
سيو يونا هي مغنية وممثلة كورية جنوبية تُعرف بأسم يونا، وهي عضوة في فرقة الفتيات الكورية الجنوبية إي أو إي والفرق الفرعية التابعة للفرقة إي أو إي بلاك وإي أو إي كريم تحت وكالة إف إن سي إنترتينمنت.

## النشأة
ولدت سيو يو نا في 30 ديسمبر 1992. بدأت العزف على البيانو عندما كانت في السابعة من عمرها، مما جعلها تهتم بأن تصبح مغنية عندما تكبر.  في سن 18، سافرت إلى سول وحدها بعد الحصول على موافقة والديها. قامت بنقل من مدرستها وبقيت في منزل عمها.  ظهرت شقيقتها الصغرى يو ري لأول مرة في عام 2014 مع فرقة الفتيات بيري قوود تحت اسم «سيويول» التي شكلتها وكالة آسيا بريدج إنترتينمنت

## روابط خارجية
- سو يونا على موقع ميوزك برينز (الإنجليزية)